# ۹۲۴ (میلادی)
۹۲۴ (میلادی) نهصد و بیست و چهارمین سال تقویم میلادی است.

## درگذشتگان
- ۲ اوت - الفورد، پسر ادوارد پدر و شاه احتمالی وسکس

‎